# ماريا نيشيوتشي
ماريا نيشوشي (باليابانية: 西内 まりや) هي عارضة أزياء وممثلة ومغنية وكاتبة ومؤلفة أغاني يابانية. ولدت في 24 ديسمبر 1993 في فوكوكا، اليابان.

## فيلموغرافيا

### مسلسلات تلفزيونية
| سنة     | لقب                       | دور                 | شبكة الاتصال               | ملاحظات            |
| ------- | ------------------------- | ------------------- | -------------------------- | ------------------ |
| 2008    | بطل                       | توموكا مورياما      | شبكة تلفزيون نيبون         |                    |
| 2008    | مدرس الخردة               | ماريا أوينو         | شبكة تلفزيون نيبون         |                    |
| 2011-13 | التبديل فتاة! !           | نيكا طامية          | تلفزيون فوجي               | دور أساسي؛ 26 حلقة |
| 2012    | كبير اونيزوكا المعلم      | ميكي كاتسوراغي      | كانساي                     |                    |
| 2013    | يامادا كون والسحرة السبعة | أورارا شيراشي       | تلفزيون فوجي               | دور أساسي؛ 8 حلقات |
| 2014    | مسدس الدخان               | ساكوراكو إيشينوماكي | تلفزيون فوجي               |                    |
| 2015    | فندق كونسيرج              | توكو أمانو          | تلفزيون نظام البث في طوكيو | دور أساسي          |
| 2015    | كابوكيمونو كيجي           | سانو مايدا          | هيئة الإذاعة اليابانية     |                    |
| 2017    | أنا آسف ،و لكنني آسف غدًا  | أسوكا تاكاناشي      | تلفزيون فوجي               | دور أساسي          |
| 2021    | المخرج العاري             |                     | نيتفليكس                   | الموسم 2           |

### أفلام
| سنة  | لقب                | دور          | ملاحظات                 |
| ---- | ------------------ | ------------ | ----------------------- |
| 2008 | البوصلة الذهبية    | ليرا بيلاكوا | الدور الرئيسي ، الدبلجة |
| 2012 | فيلم قطعة واحدة: Z | مارين        | يلقي الصوت              |
| 2015 | عالم البهجة        | ريكا هيتومي  | دور أساسي               |
| 2016 | كتي العسل: دموع    | عسل كتي      | دور أساسي               |

## روابط خارجية
- ماريا نيشيوتشي على موقع IMDb (الإنجليزية)
- ماريا نيشيوتشي على موقع ألو سيني (الفرنسية)
- ماريا نيشيوتشي على موقع ميوزك برينز (الإنجليزية)
- ماريا نيشيوتشي على موقع قاعدة بيانات الفيلم (الإنجليزية)
- ماريا نيشيوتشي على موقع كينوبويسك (الروسية)